# Contea di Toksun
La contea di Toksun (توقسۇن ناھىيىسى; 托克逊县S, Tuōkèxùn XiànP) è una contea della Cina, situata nella regione autonoma di Xinjiang e amministrata dalla prefettura di Turfan.